# Armijski odjel Gronau
Armijski odjel Gronau (njem. Armeeabteilung Gronau) je bila vojna formacija njemačke vojske u Prvom svjetskom ratu. Tijekom Prvog svjetskog rata armijski odjel je djelovao na Istočnom bojištu.

## Povijest
Armijski odjel Gronau je kao Armijska grupa Gronau formiran 5. kolovoza 1916. na osnovi jedinica XLI. pričuvnog korpusa.
Odjel odnosno tada još armijska grupa, sukladno praksi u njemačkoj vojsci, je nazvan po generalu topništva Hansu von Gronau koji je kao zapovjednik XLI. pričuvnog korpusa imenovan njegovim prvim zapovjednikom. Dok je postojao u formi armijske grupe odjel se nalazio u sastavu Armije Bug.

Armijske grupa Gronau je 18. rujna 1916. godine reorganizacijom postala Armijski odjel Gronau. Odjel se tijekom cijelog svog postojanja nalazio na Istočnom bojištu sve dok nije rasformiran 31. prosinca 1917. godine.

## Zapovjednici
Hans von Gronau (5. kolovoza 1916. – 31. prosinca 1917.)

## Vanjske poveznice
(eng.) Armijski odjel Gronau na stranici PrussianMachine.com

(njem.) Armijski odjel Gronau na stranici Deutschland14-18.de  Arhivirana inačica izvorne stranice od 23. rujna 2015. (Wayback Machine)

(njem.) Armijski odjel Gronau na stranici Wiki-de.genealogy.net